# Bar, Corrèze
Bar este o comună în departamentul Corrèze din centrul Franței. În 2009 avea o populație de 322 de locuitori.

## Evoluția populației
| An        | 1975 | 1982 | 1990 | 1999 | 2006 | 2009 |
| --------- | ---- | ---- | ---- | ---- | ---- | ---- |
| Populație | 330  | 282  | 317  | 315  | 321  | 322  |